# 屈喹洛尔
屈喹洛尔是一种含氮有机化合物，化学式为C24H30N2O4，可作为β受体阻滞剂，对β1受体有选择性。